# Вимислув (гміна Дзялошице)
Вимислув (пол. Wymysłów) — село в Польщі, у гміні Дзялошиці Піньчовського повіту Свентокшиського воєводства.
Населення — 68 осіб (2011).
У 1975-1998 роках село належало до Келецького воєводства.

## Демографія
Демографічна структура на день 31 березня 2011 року:
|          | Загалом | Допрацездатний вік | Працездатний вік | Постпрацездатний вік |
| -------- | ------- | ------------------ | ---------------- | -------------------- |
| Чоловіки | 34      | 6                  | 22               | 6                    |
| Жінки    | 34      | 6                  | 19               | 9                    |
| Разом    | 68      | 12                 | 41               | 15                   |